# Château de Reuilly

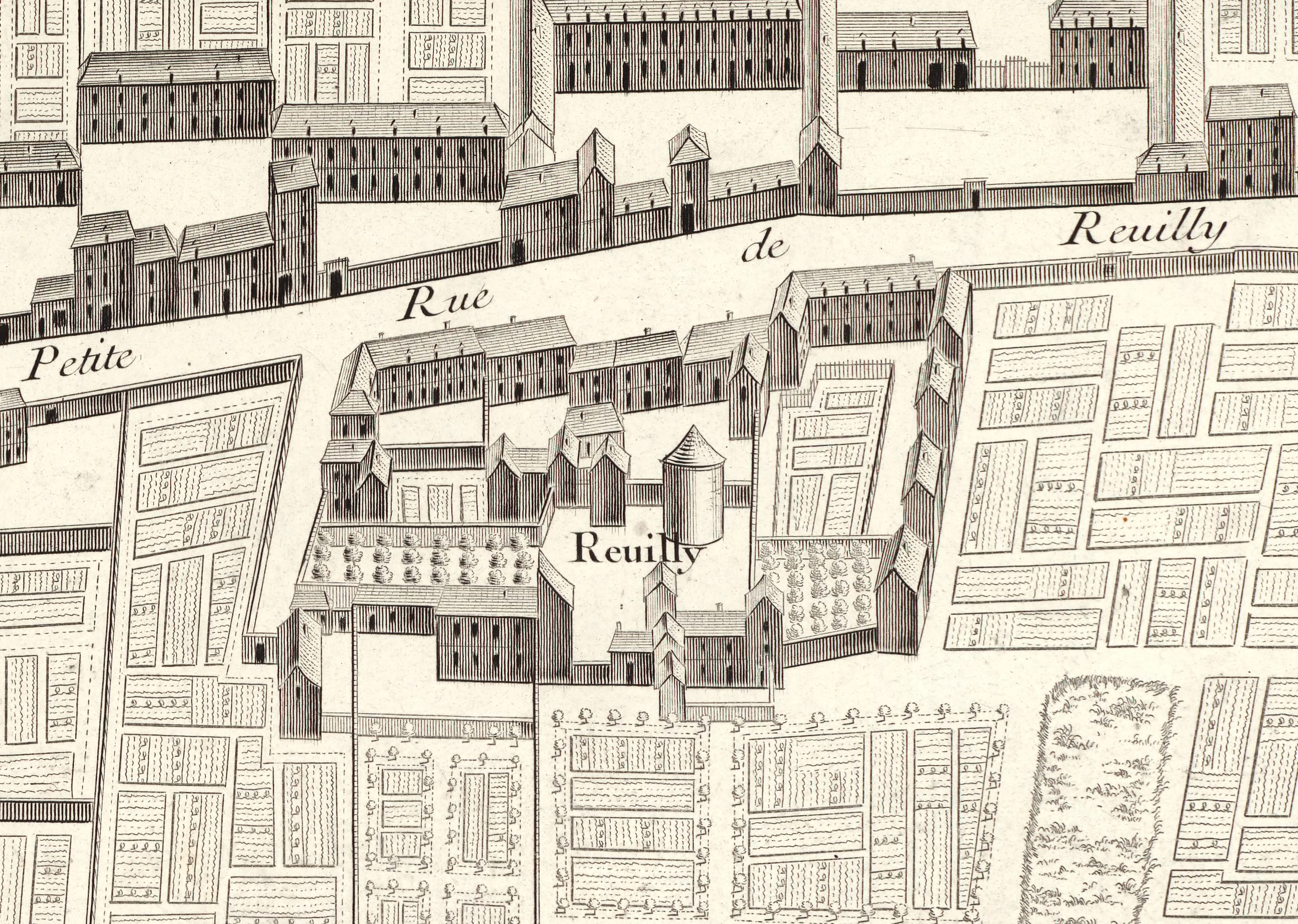
Reuilly en 1739

Le château de Reuilly est un ancien palais royal mérovingien aujourd'hui détruit, qui était situé dans le bourg de Reuilly, dans l'actuel 12e arrondissement de Paris à l'emplacement de la caserne de Reuilly.

## Historique
Selon Jean de La Tynna, c'est dans l'antique palais de Reuilly (Romiliacum), que Dagobert Ier, en 629, répudia sa femme Gomatrude. Il existe un document daté de 637 associant le même Dagobert (629-639) au nom de Reuilly (Ruilliacum), mais il semble se référer plutôt à Reuilly dans l'Indre, car ce manuscrit associe Reuilly à d'autres lieux du Berry. L'authenticité de ce document a par ailleurs été mise en doute pour des raisons de style et de date,,, mais Reuilly (dans l'Indre) aurait bien été rattaché à l'abbaye de Saint-Denis à la fin du Xe siècle.
Après avoir longtemps servi de lieu de séjour aux rois mérovingiens, le palais est délaissé par leurs successeurs. Il devient la propriété des Templiers au XIIIe siècle, puis des Hospitaliers de l'ordre de Saint-Jean de Jérusalem, avant de redevenir propriété du roi de France.
Il l'était encore, en 1359, car à cette époque le roi Jean promit à Humbert, patriarche d'Alexandrie, de lui en faire la cession.